# Ivan Nikolajevič Essen
Ivan Nikolajevič Essen (rusko Иван Николаевич Эссен; nemško Magnus Gustav von Essen), ruski general, * 30. september 1759, † 23. avgust 1813.
Bil je eden izmed pomembnejših generalov, ki so se borili med Napoleonovo invazijo na Rusijo; posledično je bil njegov portret dodan v Vojaško galerijo Zimskega dvorca.

## Življenje
V letih 1783 in 1785 se je boril na Poljskem, kjer je bil resno ranjen. Pozneje se je boril v rusko-švedski vojni v letih 1788 in 1790 ter ponovno na Poljskem v letih 1792 in 1794. 
Leta 1799 je poveljeval 1. diviziji angleško-rusko invazije na Nizozemsko. Leta 1802 je poveljeval vojaški guverner Smolenska. 
Med vojno četrte koalicije je bil ponovno resno ranjen v bitki za Friedland. 
Leta 1812, med veliko patriotsko vojno, je bil vojaški guverner Rige; ob približevanju francoskih enot je ukazal požgati predmestja, a se je požar zaradi močnega vetra razširil na samo mesto, ki je pogorelo. Oktobra istega leta je bil razrešen svojih položajev.
Umrl je 23. avgusta 1813 med plavanjem; nekateri namigujejo, da je storil samomor na obletnico požiga Rige.